# Répertoire International des Sources Musicales
Répertoire International des Sources Musicales (afgekort RISM, te vertalen als Internationaal Repertorium van Muziekbronnen) is een internationale non-profitorganisatie die werd opgericht met als doel de wereldwijd bewaard gebleven muziekbronnen die dateren van voor 1800, uitgebreid te documenteren. Daartoe stelt RISM een omvangrijk bronnenrepertorium samen waarin beschreven wordt welke muziekbronnen er bestaan en waar die bewaard worden. Meer concreet worden honderdduizenden muziekhandschriften, muziekdrukken, muziektheoretische geschriften en libretti beschreven, die wereldwijd in tal van bibliotheken, archiefinstellingen, kloosters, scholen en privéverzamelingen bewaard worden. Op die manier blijft de kennis over de muziekbronnen beschermd tegen het verlies van die bronnen én kan deze kennis ter beschikking gesteld worden van onder andere musicologen en musici. RISM wordt onder experts beschouwd als hét instrument om muziekbronnen te inventariseren.

## Organisatie
RISM werd in 1952 opgericht in Parijs; uitvalsbasis vandaag is Frankfurt am Main. Om op een zo ruim mogelijk terrein actief te kunnen zijn, werkt RISM met nationale werkgroepen die in eigen land de muziekbronnen detecteren en beschrijven. Inmiddels werken in 36 landen één of meerdere nationale RISM-werkgroepen aan dit project. In totaal beschrijven zo’n 100 medewerkers de muziekbronnen in hun land. Die gegevens worden doorgegeven aan de centrale redactie (Zentralredaktion) in Frankfurt, die ze een laatste keer redactioneel bewerkt, uniformeert en ook publiceert.
RISM werkgroepen zijn op dit moment in de volgende landen en steden:
- Australië: Adelaide
- België: Brussel en Leuven
- Brazilië: Bahia, Brasília, Campinas, Rio de Janeiro en São Paulo
- Canada: London (Ontario)
- Denemarken: Kopenhagen
- Duitsland: Dresden en München
- Estland: Tallinn
- Finland: Åbo/Turku
- Frankrijk: Parijs
- Griekenland: Thessaloniki
- Hongarije: Boedapest
- Ierland: Waterford
- Italië: Milaan en Rome
- Japan: Tokio
- Kroatië: Zagreb
- Letland: Riga
- Litouwen: Vilnius
- Nederland: Den Haag
- Noorwegen: Trondheim
- Oekraïne: Kiev en Lviv
- Oostenrijk: Innsbruck, Salzburg en Wenen
- Polen: Gdansk, Lublin, Warschau en Wrocław
- Portugal: Lissabon
- Roemenië: Boekarest
- Rusland: Moscou en Sint-Petersburg
- Slowakije: Bratislava
- Slovenië: Ljubljana
- Spanje: Barcelona
- Tsjechië: Praag
- Turkije: Istanboel
- Verenigd Koninkrijk: Londen
- Verenigde Staten: Cambridge (Massachusetts)
- Wit-Rusland: Minsk
- Zuid-Korea: Seoel
- Zweden: Stockholm
- Zwitserland: Bern

De centrale redactie van RISM wordt gefinancierd door de Academie voor Wetenschappen en Literatuur (Akademie der Wissenschaften und der Literatur) in Mainz. Voor België worden de bijdragen aan RISM gecoördineerd door de Koninklijke Bibliotheek in Brussel en door Resonant, Centrum voor muzikaal erfgoed te Leuven. In Nederland neemt het Nederlands Muziek Instituut deze taak op zich.

## Publicaties
De publicaties die RISM uitgeeft, zijn ingedeeld in drie reeksen (A, B en C). Enkel de reeksen A en B beschrijven de eigenlijke muziekbronnen. Het onderscheid in beide series zit in de manier waarop de opgenomen informatie in de publicaties geordend is: bij de A-reeks is dat alfabetisch, bij serie B systematisch volgens bepaalde criteria. Reeks C bevat een overzicht van alle muziekbibliotheken, archieven en privéverzamelingen die historische muziekbronnen bewaren. De overkoepelende naam voor de drie reeksen is (overeenkomstig de organisatie) eveneens RISM.
Daarnaast ontwikkelen de nationale werkgroepen eigen initiatieven om ook de libretti die in eigen land bewaard gebleven zijn te inventariseren en documenteren.

## RISM Serie A
- A/I – Muziekdrukken vóór 1800

Serie A/I Einzeldrücke vor 1800 is een catalogus van muziekdrukken uit de periode 1500-1800. In de negen oorspronkelijke volumes van de reeks (gepubliceerd 1971-1981) zijn meer dan 78.000 drukken van 7.616 componisten en uit 2.178 bibliotheken beschreven. Daarbovenop verschenen tussen 1986-1999 vier aanvullende en corrigerende volumes. In 2003 volgde ten slotte een volume met een index van uitgevers, drukkers, graveurs en plaatsen van publicatie. De catalogus bestaat enkel uit gedrukte muziekmonografieën, dat zijn bundels die muziek van één enkele componist bevatten. Verzameldrukken en handschriften zijn opgenomen in andere RISM Series. De catalogus is alfabetisch geordend op componistennaam.
Per muziekdruk die is opgenomen vindt men een bibliografische beschrijving, die onder meer de volgende gegevens bevat: de naam van de componist, een opusnummer (indien aanwezig), de titel van de druk, de redactionele vorm (partituur, partijen, reductie), de plaats en het jaar van uitgave (indien mogelijk) en de uitgever. Voor elke muziekdruk is eveneens een lijst opgenomen van bewaarplaatsen. De concrete inhoud van de drukken (de specifieke composities) is niet opgenomen; daarvoor kan men terecht in meer specifieke bronnenrepertoria. Ondanks blijft deze reeks voor onderzoekers en musici belangrijk als wegwijzer naar de primaire muziekbronnen. Ook voor andere onderzoeksvragen biedt RISM Serie A/I interessante mogelijkheden. Om bijvoorbeeld te weten te komen hoe het werk van een componist gepercipieerd werd na zijn dood, is het belangrijk uit te zoeken hoeveel en welke werken postuum werden heruitgegeven.
- A/II – Muziekhandschriften na 1600

Serie A/II Musikhandschriften nach 1600 lijst enkel muziekhandschriften op. Momenteel zijn meer dan 870.000 beschrijvingen van werken van zo’n 27.000 componisten raadpleegbaar (stand van zaken in februari 2013). Ze zijn afkomstig uit zo’n 900 bibliotheken in 37 landen. Omdat het totaal aantal muziekhandschriften wereldwijd echter vele malen groter is, blijven deze cijfers stijgen. Niet enkel werken van bekende componisten zijn opgenomen, ook (bijna) vergeten componisten zijn vertegenwoordigd.
De opgenomen handschriften worden vormelijk en inhoudelijk zeer gedetailleerd beschreven aan de hand van zo’n 100 verschillende gegevensvelden. Onder meer informatie over de componist (geboorte- en sterfdatum), titel, bezetting en verwijzingen naar musicologische literatuur zijn opgenomen, alsook de kopiist, plaats en tijd van oorsprong, librettist, vroegere eigenaars en persoon/personen aan wie het werk is opgedragen. Daarenboven kan bijna elk werk ondubbelzinnig worden geïdentificeerd via een muziekincipit, dat zijn de eerste noten van (belangrijke delen van) een muziekwerk.
Deze reeks is enkel via digitale weg toegankelijk (internet of cd-rom publicatie), wat het mogelijk maakt eenvoudig alle informatie te doorzoeken via een aantal zoekvelden en gecombineerde zoektermen. Zo is het bijvoorbeeld mogelijk om snel alle RISM-informatie te verkrijgen over missen van Joseph Haydn. Voor onderzoek naar de identificatie van de componist van een werk of een muziekfragment is het zoeken via incipits waardevol. Via het zoekveld kan je de eerste noten van het muziekwerk opgeven, de zoekfunctie gaat vervolgens na welke composities een gelijkaardig begin kennen.

## RISM Serie B
Serie B omvat een systematische opsomming van bronnen die op zichzelf een groep vormen. De volgende volumes zijn verschenen (een Nederlandse vertaling staat tussen haakjes):
- B/I en B/II: Recueils Imprimés XVIe–XVIIIe Siècles (Verzameldrukken van de 16de tot de 18de eeuw). In twee volumes worden verzameldrukken beschreven, dat zijn drukken waarin werken van meerdere componisten zijn opgenomen.
- B/III: The Theory of Music from the Carolingian Era up to c. 1500. Descriptive Catalogue of Manuscripts (Muziektheoretische handschriften uit de periode 800-1500. Een descriptieve catalogus) – zes volumes.
- B/IV: Handschriften mit mehrstimmiger Musik des 11. bis 16. Jahrhunderts (Handschriften met polyfone muziek van de 11de tot de 16de eeuw) - vijf volumes + één supplementband.
- B/V: Tropen- und Sequenzenhandschriften (Handschriften met tropen en sequentiae).
- B/VI: Écrits imprimés concernant la musique (Gedrukte werken over muziek) - twee volumes.
- B/VII: Handschriftlich überlieferte Lauten- und Gitarrentabulaturen des 15. bis 18. Jahrhunderts (Handschriften met luit- en gitaartabulaturen van de 15de tot de 18de eeuw).
- B/VIII: Das Deutsche Kirchenlied (Het Duitse liturgische lied) – twee volumes.
- B/IX: Hebrew Sources (Hebreeuwse bronnen) – twee volumes.
- B/X: The Theory of Music in Arabic Writings c. 900–1900 (De muziektheorie in Arabische geschriften ca. 900-1900) – 2 volumes.
- B/XI: Ancient Greek Music Theory. A Catalogue Raisonné of Manuscripts (Muziektheoretische handschriften uit het Oude Griekenland. Een becommentarieerde catalogus).
- B/XII: Manuscrits persans concernant la musique (Perzische handschriften over muziek).
- B/XIII: Hymnologica Slavica. Hymnologica Bohemica, Slavica (HBS), Polonica (HP), Sorabica (HS). Notendrucke des 16. bis 18. Jahrhunderts
- B/XIV: Les manuscrits du processionnal (Processionales) – twee volumes.
- B/XV: Mehrstimmige Messen in Quellen aus Spanien, Portugal und Lateinamerika, ca. 1490–1630 (Polyfone missen in bronnen uit Spanje, Portugal en Latijns-Amerika ca. 1490-1630).
- B/XVI: Catalogue raisonné of the Balinese Palm-Leaf Manuscripts with Music Notation
- B/XVII: Die Triosonate: Catalogue Raisonné der gedruckten Quellen

## RISM Serie C
Onder de titel Directory of Music Research Libraries geeft reeks C in vijf volumes een overzicht van alle muziekbibliotheken, archieven en privécollecties die historische muziekbronnen bewaren. Deze index werd gemaakt in nauwe samenwerking met het Publication Committee van de International Association of Music Libraries (IAML). Het extra volume RISM Bibliothekssigl Gesamtverzeichnis (RISM Bibliotheeksigla, Volledige Index) verscheen in 1999. Sinds 2006 is deze consulteerbaar op de website van RISM, in een regelmatig geactualiseerde versie.

## Gebruikers van RISM-publicaties
- Musicologen die bronnen zoeken voor hun onderzoeksactiviteiten, bijvoorbeeld om een werkenlijst of een muziekuitgave samen te stellen.
- Musici die op zoek zijn naar nieuw repertoire voor concerten.
- Bibliothecarissen en archivarissen die bronnen willen zoeken parallel aan de eigen collecties of archieven.
- Muziekantiquairs die extra informatie willen opzoeken bij muziekdrukken die zij te koop aanbieden.

## Vindplaatsen
- Bibliotheken
- Archieven
- Kloosters
- Scholen
- Privéverzamelingen